# Solar City
Solar City est un quartier périurbain situé à 15 kilomètres au sud-est du centre de Linz en Autriche.
Il est conçu de façon écologique et durable et compte 4 000 habitants, à terme 25 000 habitants sont envisagés.
Plusieurs architectes ont participé à ce projet : Sir Norman Foster, Richard Rogers, Renzo Piano, Thomas Herzog, etc.
De nombreuses techniques y sont appliquées :
- utilisation de l’énergie solaire,
- traitement des eaux usagées[1],
- absence de route pour les voitures.